# 찌에우무이나이
찌에우무이나이(Triệu Mùi Nái, 1964년 ~ )는 베트남의 정치인이다. 제13대 베트남 국회 하장성 대표 의원을 역임했다.